# Sant Feliu (Barruera)

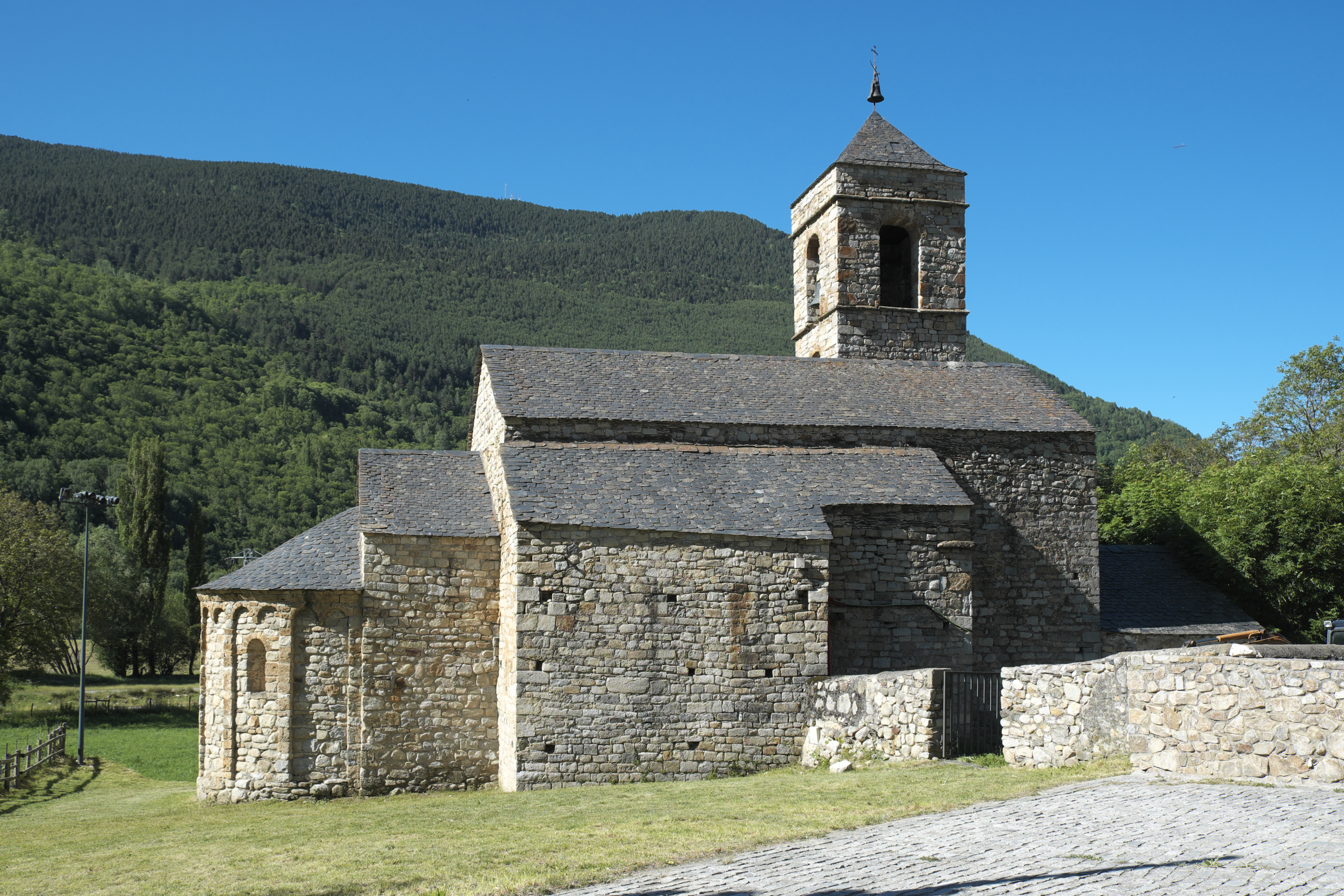
Pfarrkirche Sant Feliu

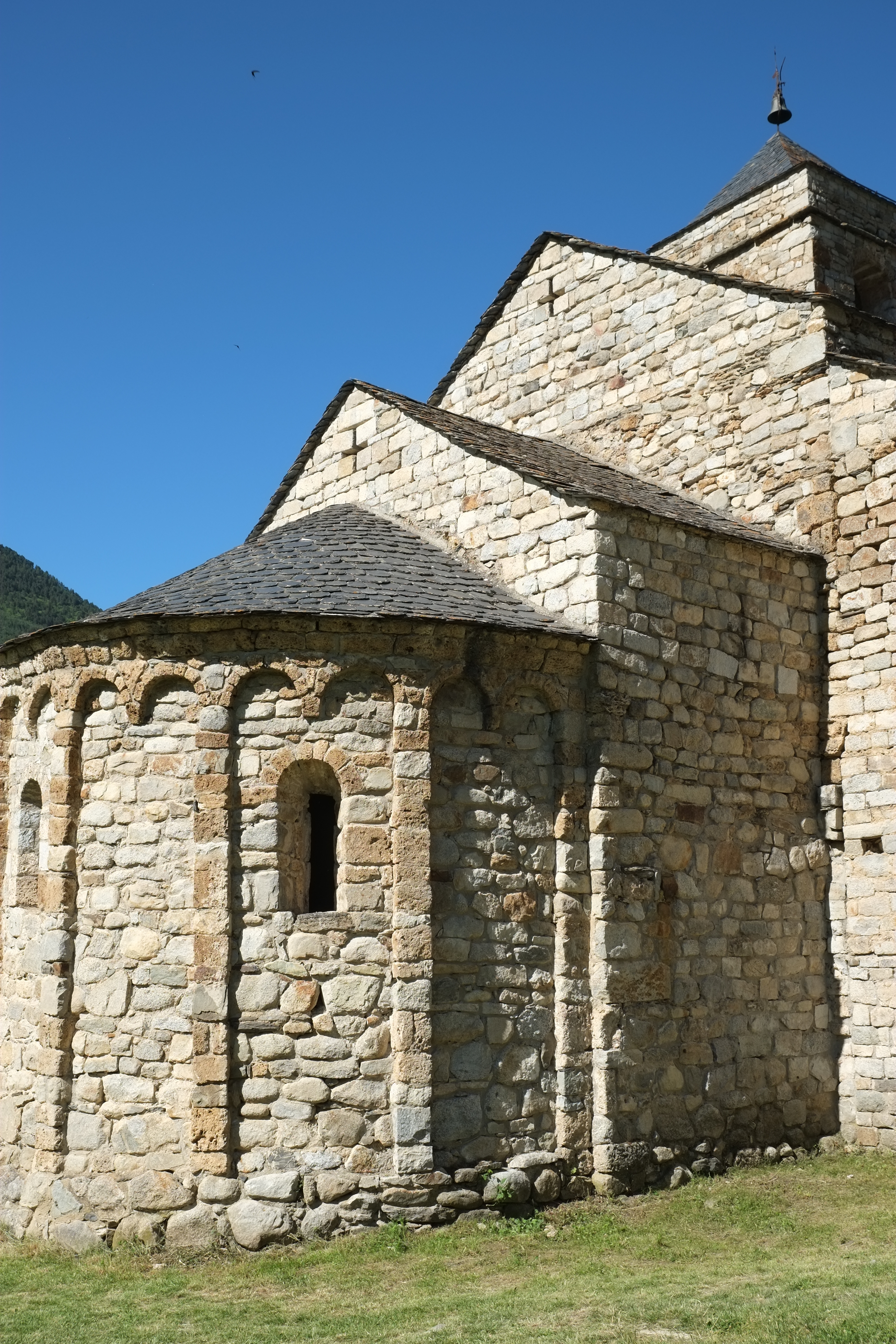
Ansicht von Nordosten

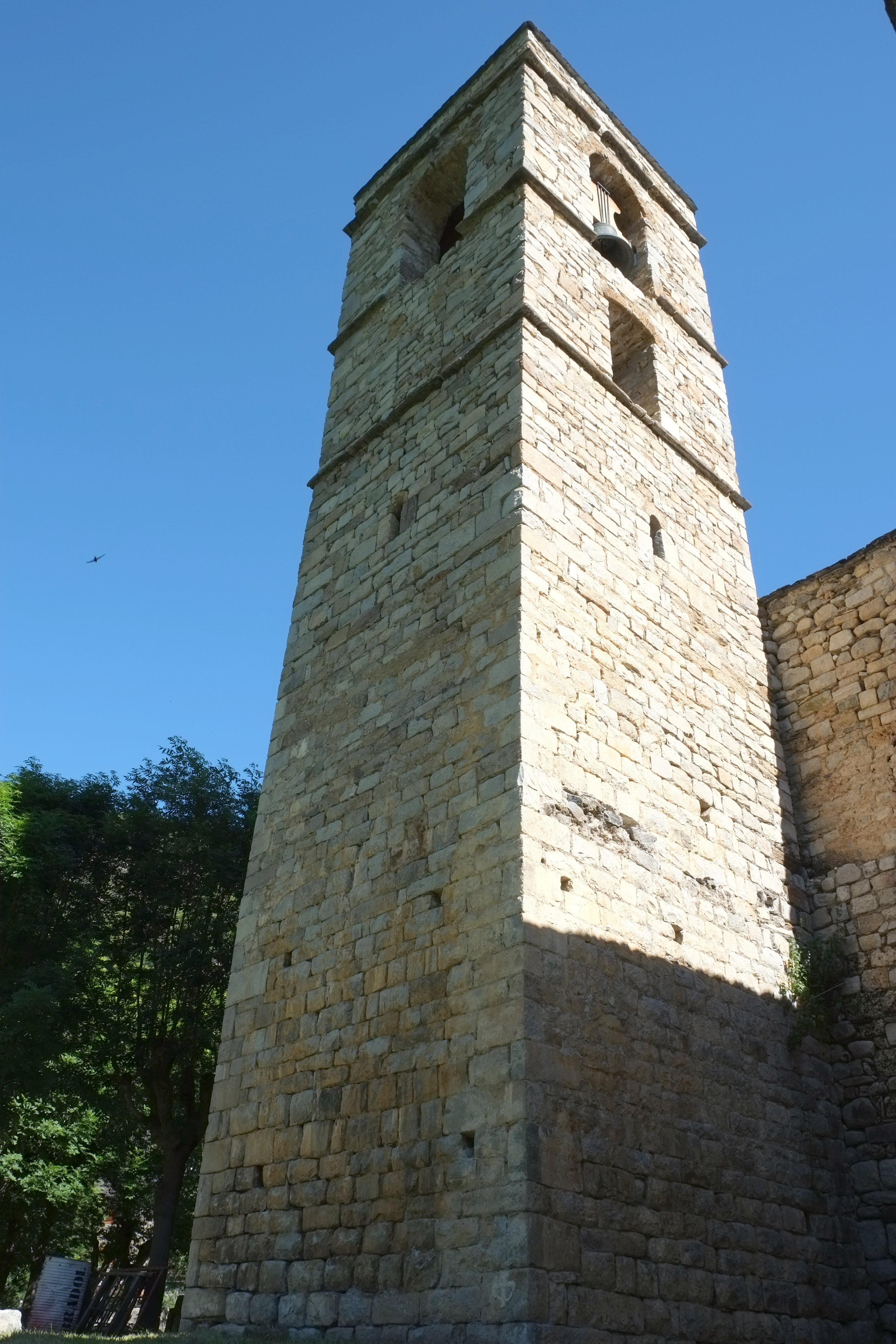
Glockenturm

Die römisch-katholische Pfarrkirche Sant Feliu in Barruera, dem Hauptort der Gemeinde Vall de Boí, gehört zu den neun romanischen Kirchen in der spanischen Autonomen Region Katalonien, die im Jahr 2000 von der UNESCO als Catalan Romanesque Churches of the Vall de Boí in die Weltkulturerbeliste aufgenommen wurden. Bereits im Jahr 1992 war die Kirche zum Bé Cultural d’Interès Nacional (Kulturgut von nationaler Bedeutung) erklärt worden. Der Name Vall de Boí, der offizielle katalanische Name (spanisch Valle de Bohí), bezeichnet sowohl eine Gemeinde (Municipio) als auch ein Tal mit kleineren Seitentälern in der Comarca Alta Ribagorça der katalanischen Provinz Lleida. Die Kirche wurde in zwei Bauphasen im 11. und 12. Jahrhundert errichtet.

## Geschichte
Im Jahr 1140 wird die Kirche erstmals schriftlich erwähnt, als sie vom Bistum Barcelona zum Bistum Urgell wechselte.

## Architektur

### Außenbau
Aus dem 11. Jahrhundert, der ersten Bauphase, stammt die Hauptapsis, die aus unregelmäßigem Mauerwerk errichtet und mit Blendbögen und Lisenen im Stil der lombardischen Romanik verziert ist. Die Seitenapsis, die sich an das südliche Querhaus anfügt, entstand im 12. Jahrhundert. Sie besteht aus sorgfältig behauenen Quadersteinen, die in regelmäßigen Reihen aneinandergefügt sind. Außer einem Gesims unter dem Dachansatz weist die Seitenapsis keinen Dekor auf. Ebenfalls im 12. Jahrhundert errichtet wurden das Schiff, das südliche Querhaus und die beiden unteren Geschosse des vierstöckigen Glockenturms, der an der Westseite des südlichen Langhauses steht. In späterer Zeit wurden die beiden Kapellen an das nördliche Langhaus angebaut und der Turm und das Portal erneuert. Das Rundbogenportal ist in eine Vorhalle an der Westfassade eingebaut. An der Tür ist noch der eiserne Riegel erhalten, der mit geometrischen Motiven und einem Stierkopf verziert ist.

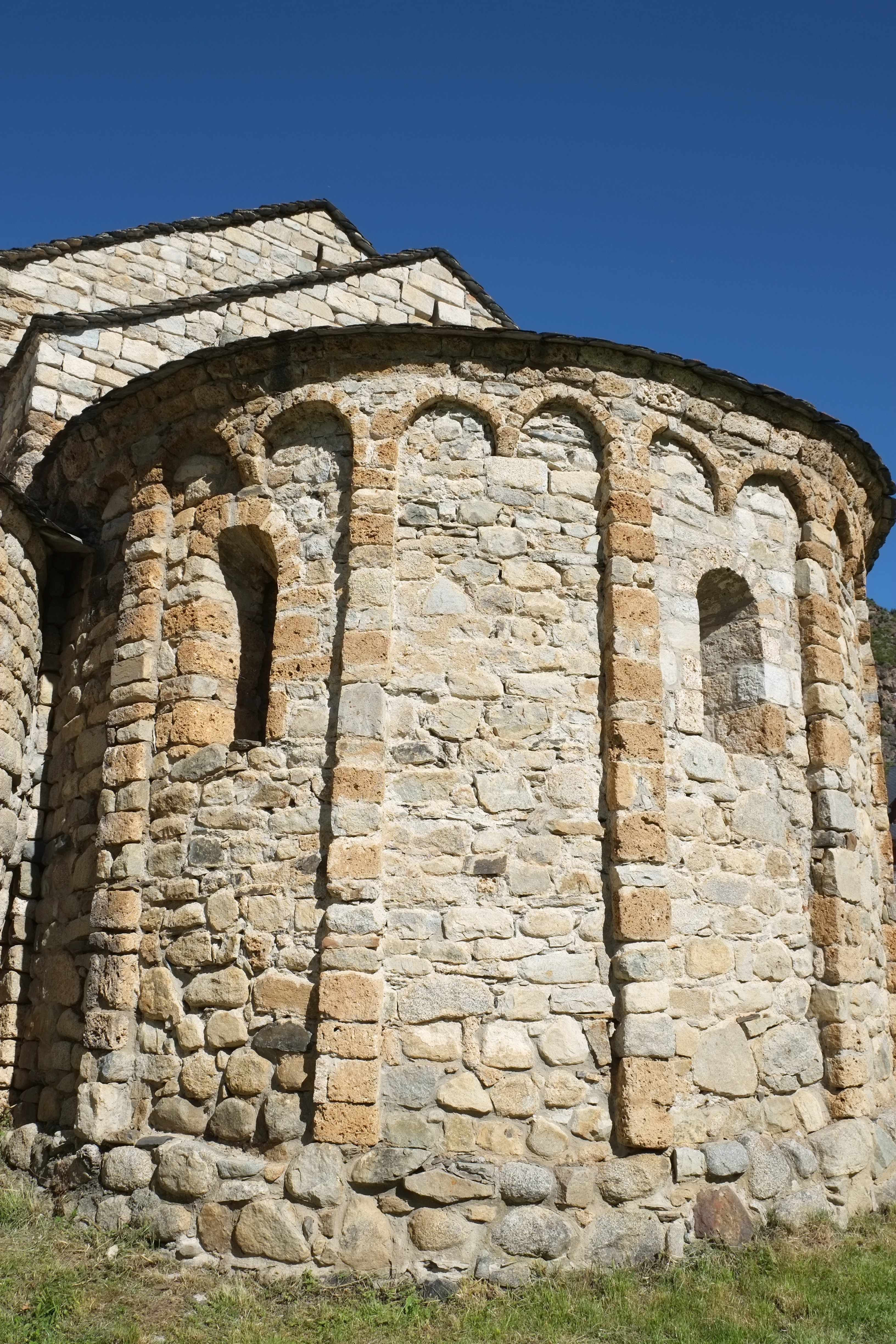
Hauptapsis
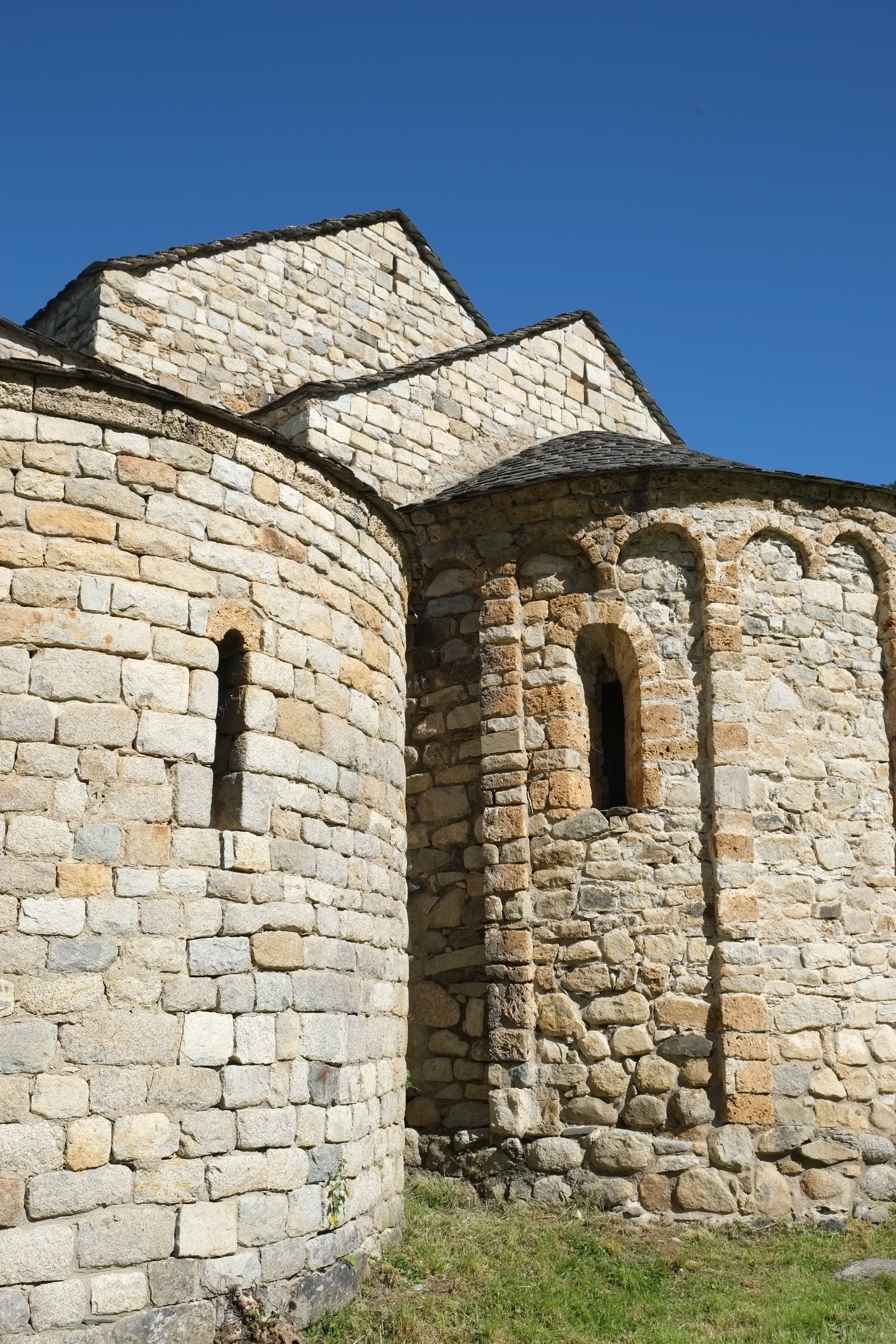
Südliche Seitenapsis und Hauptapsis
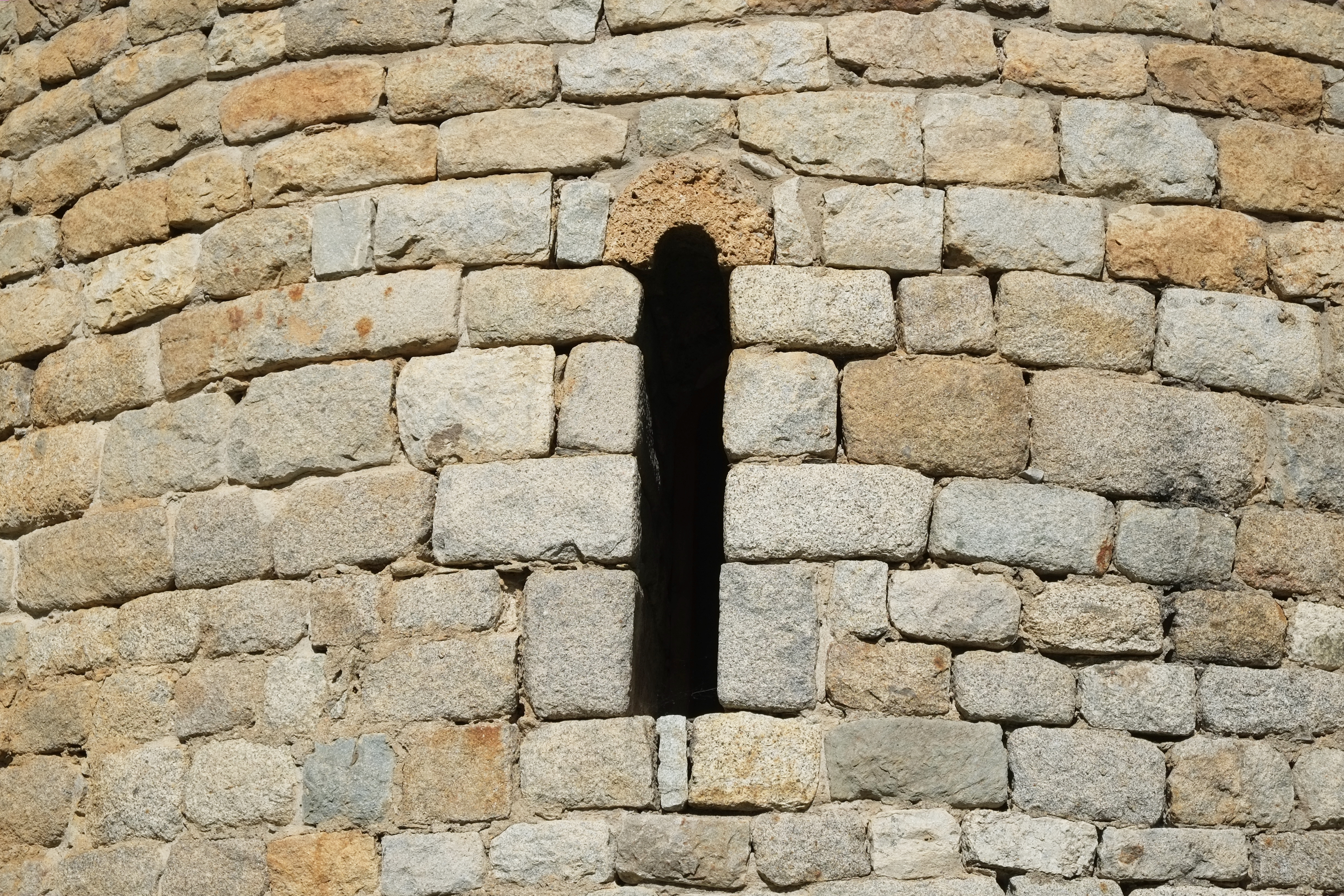
Fenster der südlichen Seitenapsis

### Innenraum
Der Innenraum besteht aus einem einschiffigen Langhaus, einem schmalen Chor und einer halbrunden Apsis, die von einer Kalotte überwölbt wird. Das Tonnengewölbe des Langhauses wird von Gurtbögen unterfangen, die auf profilierten Konsolen aufliegen. Vom Querhaus ist nur der südliche, ebenfalls tonnengewölbte Arm erhalten, der sich zur Seitenapsis öffnet. An das nördliche Langhaus schließen sich zwei Seitenkapellen an, die über einem quadratischen Grundriss errichtet und mit Tonnengewölben gedeckt sind. Den westlichen Abschluss des Langhauses bildet eine hölzerne Empore.

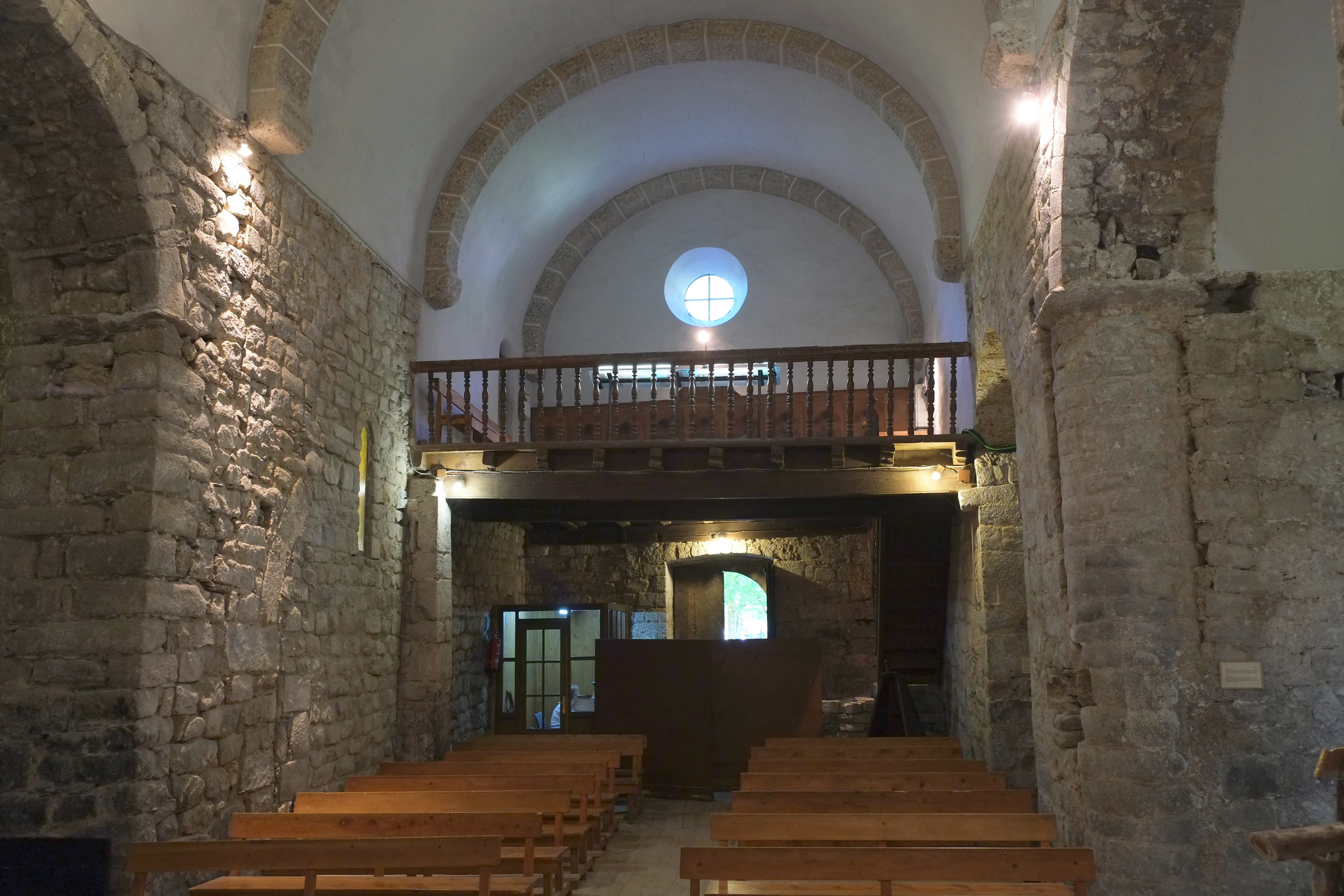
Innenraum, Blick zur Empore
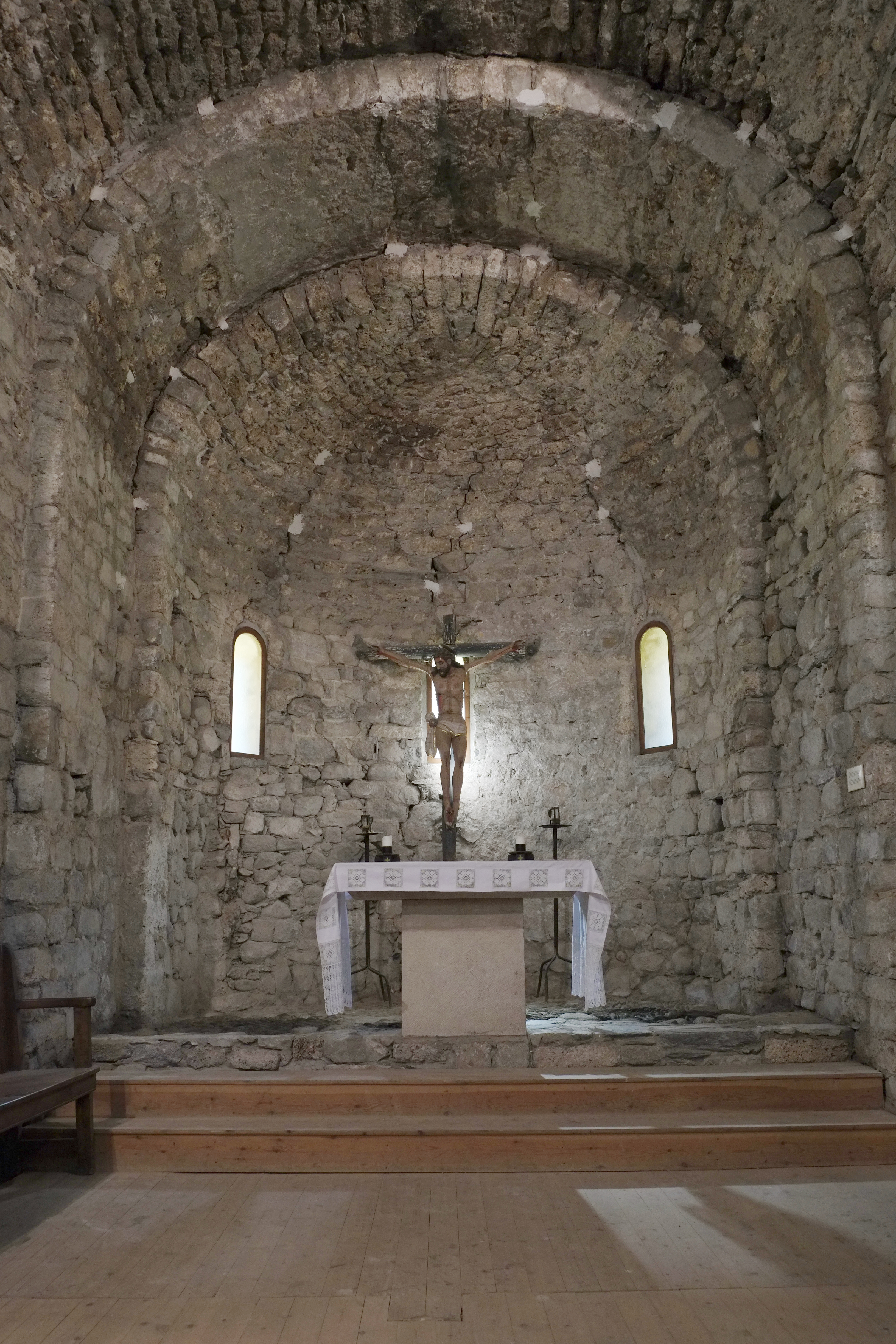
Chor und Hauptapsis
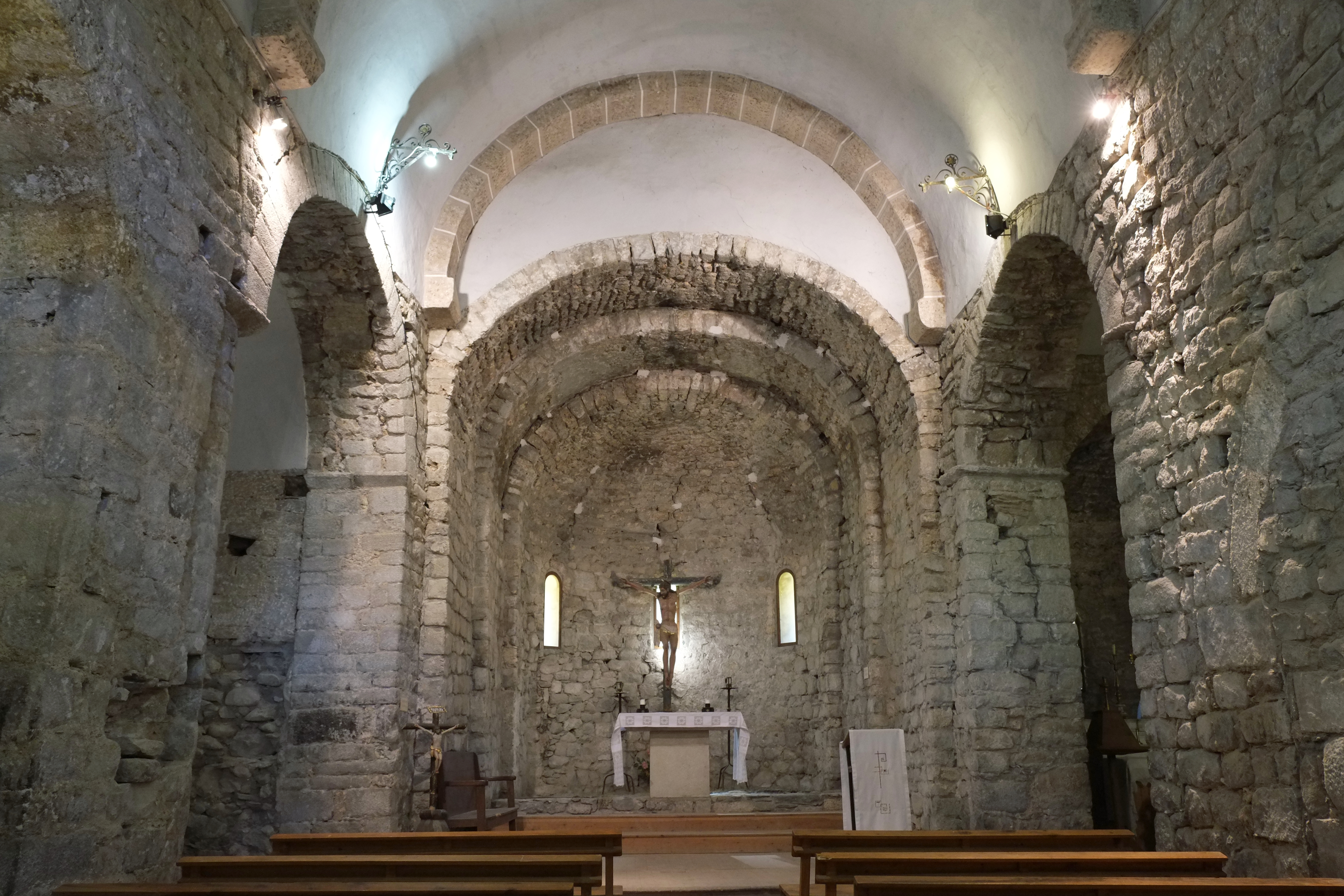
Innenraum, Blick zum Chor